# Elaphidion excelsum
Elaphidion excelsum là một loài bọ cánh cứng trong họ Cerambycidae.